# Phoenix Mercury 2008
La stagione 2008 delle Phoenix Mercury fu la 12ª nella WNBA per la franchigia.
Le Phoenix Mercury arrivarono seste nella Western Conference con un record di 16-18, non qualificandosi per i play-off.

## Roster
| N° | Naz.                   | Ruolo | Sportivo            | Anno | Alt. | Peso |
| -- | ---------------------- | ----- | ------------------- | ---- | ---- | ---- |
| 0  | Stati Uniti (bandiera) | AC    | Olympia Scott       | 1976 | 188  | 79   |
| 1  | Giappone (bandiera)    | G     | Yūko Ōga            | 1982 | 170  | 61   |
| 2  | Stati Uniti (bandiera) | G     | Kelly Miller        | 1978 | 178  | 64   |
| 3  | Stati Uniti (bandiera) | G     | Diana Taurasi       | 1982 | 183  | 78   |
| 4  | Stati Uniti (bandiera) | A     | Willnett Crockett   | 1984 | 188  | 98   |
| 14 | Stati Uniti (bandiera) | G     | Allie Quigley       | 1986 | 178  | 67   |
| 21 | Stati Uniti (bandiera) | AC    | Brooke Smith        | 1984 | 191  | 88   |
| 23 | Stati Uniti (bandiera) | G     | Cappie Pondexter    | 1983 | 173  | 73   |
| 24 | Stati Uniti (bandiera) | G     | Jennifer Derevjanik | 1982 | 178  | 64   |
| 30 | Stati Uniti (bandiera) | AC    | LaToya Pringle      | 1986 | 191  | 73   |
| 33 | Stati Uniti (bandiera) | G     | Kelly Mazzante      | 1982 | 180  | 71   |
| 43 | Stati Uniti (bandiera) | A     | Le'coe Willingham   | 1981 | 183  | 93   |
| 50 | Stati Uniti (bandiera) | AC    | Tangela Smith       | 1977 | 191  | 72   |
| 54 | Stati Uniti (bandiera) | AC    | Barbara Farris      | 1976 | 191  | 88   |

## Staff tecnico
- Allenatore: Corey Gaines
- Vice-allenatori: Bridget Pettis, Julie Brase
- Preparatore atletico: Tamara Poole
- Preparatore fisico: Ben Hadley